# Dixa orientale
Dixa orientale är en tvåvingeart som beskrevs av Peters 1992. Dixa orientale ingår i släktet Dixa och familjen u-myggor.
Artens utbredningsområde är Nordkorea. Inga underarter finns listade i Catalogue of Life.